# 母親から教師から
『母親から教師から』（ははおやからきょうしから）は、1959年1月10日から1965年4月3日までNHK教育テレビジョンで放送されていた教育番組。

## 概要
PTAの母親・教師を対象にして、児童の教育をのぞましい姿で進めるため、こどもの生活や学習態度を番組で再現。
母親、教師それぞれの立場から悩みや意見を聞きながら相談に答えていく。
小学生の保護者向け番組は1965年度より『おかあさんの勉強室』に引き継がれる。

## 放送時間
| 期間                  | 放送時間            |
| --------------------- | ------------------- |
| 1959年1月 - 1960年3月 | 土曜日13:30 - 14:00 |
| 1960年4月 - 1964年3月 | 土曜日13:00 - 13:30 |
| 1964年4月 - 1965年4月 | 土曜日13:30 - 14:00 |

## 出演者
- 解説
  - 波多野勤子
  - 鈴木清